# Garmīānak
Garmīānak (persiska: گرمیانک) är en ort i Iran.   Den ligger i provinsen Kermanshah, i den västra delen av landet, 400 km väster om huvudstaden Teheran. Garmīānak ligger 1 305 meter över havet och antalet invånare är 287.
Terrängen runt Garmīānak är kuperad.Runt Garmīānak är det ganska tätbefolkat, med 207 invånare per kvadratkilometer. Närmaste större samhälle är Harsīn, 14,3 km öster om Garmīānak. Omgivningarna runt Garmīānak är i huvudsak ett öppet busklandskap.